# Liu Guozheng

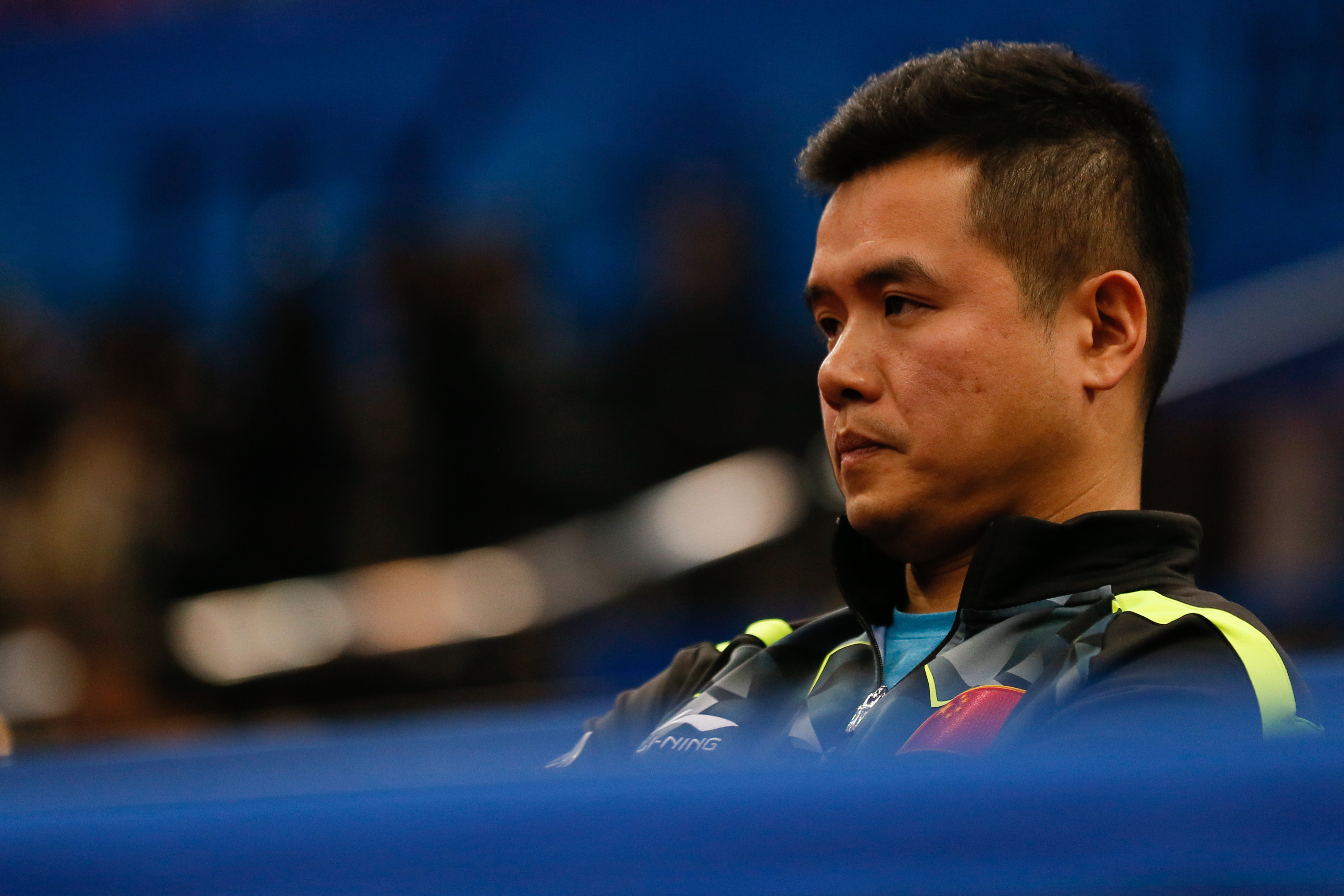
Liu Guozheng

Liu Guozheng (* 7. März 1980 in Wuhan) ist ein chinesischer Tischtennisspieler und -trainer. Er wurde zweimal Weltmeister mit der chinesischen Mannschaft.

## Werdegang
1997 wurde Liu Guozheng Juniorenweltmeister im Einzel und mit der Mannschaft. Von 1997 bis 2005 nahm er an sieben Weltmeisterschaften der Erwachsenen teil. Dabei wurde er 2001 und 2004 Weltmeister mit der chinesischen Mannschaft. Dreimal gewann er silber, nämlich 2000 im Mannschaftswettbewerb sowie 2003 und 2005 im Mixed jeweils mit Bai Yang.
Auch bei den Asienmeisterschaften war er mehrmals erfolgreich. 1998, 2000 und 2003 siegte er mit der Mannschaft, 2003 zudem noch im Mixed mit Li Nan.
2000 qualifizierte sich Liu Guozheng für die Teilnahme am Einzelwettbewerb der Olympischen Spiele in Sydney. Hier besiegte er den Belgier Philippe Saive und den Taiwanesen Chiang Peng-Lung, schied danach im Viertelfinale gegen den Schweden Jörgen Persson aus.
In der ITTF-Weltrangliste belegte Liu Guozheng von Juli bis Oktober 2001 Platz zwei.
1999 wurde Liu Guozheng vom deutschen Bundesligaverein SV Plüderhausen verpflichtet. Als jedoch bekannt wurde, dass er verbotenerweise gleichzeitig in einer chinesischen Mannschaft spielte, verlor er im Januar 2000 die Spielberechtigung für Plüderhausen.
Anfang 2006 erlitt er einen Schienbeinbruch, weshalb er 2007 seine aktive Laufbahn beendete.
Seit Anfang 2012 ist Liu Guozheng Cheftrainer der chinesischen Jugend-Nationalmannschaft.

## Turnierergebnisse
| Verband | Veranstaltung           | Jahr | Ort             | Land | Einzel        | Doppel        | Mixed         | Team |
| ------- | ----------------------- | ---- | --------------- | ---- | ------------- | ------------- | ------------- | ---- |
| CHN     | Asienmeisterschaft ATTU | 2003 | Bangkok         | THA  | Viertelfinale | Halbfinale    | Gold          | 1    |
| CHN     | Asienmeisterschaft ATTU | 2000 | Doha            | QAT  |               |               |               | 1    |
| CHN     | Asienmeisterschaft ATTU | 1998 | Osaka           | JPN  | Viertelfinale |               |               | 1    |
| CHN     | Asienspiele             | 2002 | Busan           | KOR  |               |               |               | 1    |
| CHN     | Olympische Spiele       | 2000 | Sydney          | AUS  | Viertelfinale | keine Teiln.  |               |      |
| CHN     | Pro Tour                | 2005 | Göteborg        | SWE  | Halbfinale    |               |               |      |
| CHN     | Pro Tour                | 2005 | Magdeburg       | GER  | letzte 64     | letzte 16     |               |      |
| CHN     | Pro Tour                | 2005 | Yokohama        | JPN  | Viertelfinale | Viertelfinale |               |      |
| CHN     | Pro Tour                | 2005 | Shenzhen        | CHN  | Viertelfinale | Silber        |               |      |
| CHN     | Pro Tour                | 2004 | Wels            | AUT  | letzte 16     | Viertelfinale |               |      |
| CHN     | Pro Tour                | 2004 | Leipzig         | GER  | Silber        |               |               |      |
| CHN     | Pro Tour                | 2003 | Malmö           | SWE  | Viertelfinale | Silber        |               |      |
| CHN     | Pro Tour                | 2003 | Aarhus          | DEN  | Viertelfinale | Halbfinale    |               |      |
| CHN     | Pro Tour                | 2003 | Bremen          | GER  | Halbfinale    | letzte 16     |               |      |
| CHN     | Pro Tour                | 2003 | Johor Bahru     | MAS  | Gold          | Gold          |               |      |
| CHN     | Pro Tour                | 2003 | Kobe            | JPN  | letzte 16     |               |               |      |
| CHN     | Pro Tour                | 2003 | Kroatien        | HRV  | letzte 16     |               |               |      |
| CHN     | Pro Tour                | 2002 | Eindhoven       | NED  | letzte 16     | Halbfinale    |               |      |
| CHN     | Pro Tour                | 2002 | Magdeburg       | GER  | letzte 16     |               |               |      |
| CHN     | Pro Tour                | 2002 | Fort Lauderdale | USA  | letzte 16     | Viertelfinale |               |      |
| CHN     | Pro Tour                | 2002 | Qingdao City    | CHN  | letzte 16     | letzte 16     |               |      |
| CHN     | Pro Tour                | 2002 | Doha            | QAT  | letzte 32     | letzte 16     |               |      |
| CHN     | Pro Tour                | 2001 | Skövde          | SWE  | letzte 16     | letzte 16     |               |      |
| CHN     | Pro Tour                | 2001 | Fort Lauderdale | USA  | Gold          | letzte 16     |               |      |
| CHN     | Pro Tour                | 2001 | Hainan          | CHN  | Halbfinale    | Silber        |               |      |
| CHN     | Pro Tour                | 2000 | Umeå            | SWE  | Gold          | Gold          |               |      |
| CHN     | Pro Tour                | 2000 | Warschau        | POL  | Gold          | Gold          |               |      |
| CHN     | Pro Tour                | 2000 | Rio de Janeiro  | BRA  | letzte 32     | Viertelfinale |               |      |
| CHN     | Pro Tour                | 2000 | Fort Lauderdale | USA  | letzte 16     | Viertelfinale |               |      |
| CHN     | Pro Tour                | 2000 | Kobe City       | JPN  | Viertelfinale | Viertelfinale |               |      |
| CHN     | Pro Tour                | 2000 | Chang Chun City | CHN  | Viertelfinale | Halbfinale    |               |      |
| CHN     | Pro Tour                | 1999 | Karlskrona      | SWE  | letzte 32     | Silber        |               |      |
| CHN     | Pro Tour                | 1999 | Lievin          | FRA  | Viertelfinale | letzte 16     |               |      |
| CHN     | Pro Tour                | 1999 | Linz/Wels       | AUT  | Viertelfinale | Silber        |               |      |
| CHN     | Pro Tour                | 1999 | Bremen          | GER  | letzte 16     | letzte 16     |               |      |
| CHN     | Pro Tour                | 1999 | Kobe City       | JPN  | Viertelfinale | letzte 16     |               |      |
| CHN     | Pro Tour                | 1999 | Guilin          | CHN  | Gold          | letzte 16     |               |      |
| CHN     | Pro Tour                | 1998 | Sundsvall       | SWE  | letzte 16     | Rd 1          |               |      |
| CHN     | Pro Tour                | 1998 | Belgrad         | YUG  | letzte 32     | Halbfinale    |               |      |
| CHN     | Pro Tour                | 1998 | Jinan City      | CHN  | letzte 32     | letzte 16     |               |      |
| CHN     | Pro Tour                | 1997 | Lyon            | FRA  | Rd 1          | Viertelfinale |               |      |
| CHN     | Pro Tour                | 1997 | Linz            | AUT  |               | Silber        |               |      |
| CHN     | Pro Tour                | 1997 | Belgrad         | YUG  | Viertelfinale | Viertelfinale |               |      |
| CHN     | Pro Tour                | 1997 | Ipoh            | MAS  | Viertelfinale | Silber        |               |      |
| CHN     | Pro Tour                | 1996 | Belgrad         | YUG  | Viertelfinale |               |               |      |
| CHN     | Pro Tour Grand Finals   | 2003 | Guangzhou       | CHN  | Viertelfinale |               |               |      |
| CHN     | Pro Tour Grand Finals   | 2001 | Hainan          | CHN  | letzte 16     |               |               |      |
| CHN     | Pro Tour Grand Finals   | 2000 | Kobe City       | JPN  | Silber        | Halbfinale    |               |      |
| CHN     | Pro Tour Grand Finals   | 1999 | Sydney          | AUS  | Gold          |               |               |      |
| CHN     | Weltmeisterschaft       | 2005 | Shanghai        | CHN  | Viertelfinale |               | Silber        |      |
| CHN     | Weltmeisterschaft       | 2004 | Doha            | QAT  |               |               |               | 1    |
| CHN     | Weltmeisterschaft       | 2003 | Paris           | FRA  | letzte 64     |               | Silber        |      |
| CHN     | Weltmeisterschaft       | 2001 | Osaka           | JPN  | Viertelfinale | Viertelfinale | letzte 16     | 1    |
| CHN     | Weltmeisterschaft       | 2000 | Kuala Lumpur    | MAS  |               |               |               | 2    |
| CHN     | Weltmeisterschaft       | 1999 | Eindhoven       | NED  | letzte 32     | keine Teiln.  | Viertelfinale |      |
| CHN     | Weltmeisterschaft       | 1997 | Manchester      | ENG  | keine Teiln.  | letzte 32     | letzte 32     |      |